# Lauriea teresae
Lauriea teresae is een tienpotigensoort uit de familie van de Galatheidae. De wetenschappelijke naam van de soort is voor het eerst geldig gepubliceerd in 2013 door MacPherson & Robainas-Barcia.